# Sonatine pour clarinette et piano (Honegger)
Pour les articles homonymes, voir Sonatine pour clarinette et piano.
La Sonatine pour clarinette et piano (H. 42) est une œuvre de musique de chambre d'Arthur Honegger composée en 1921-1922 et créée à Paris le 5 juin 1923.

## Structure
La sonatine comprend trois mouvements :
1. Modéré
2. Lent et soutenu
3. Vif et rythmique

- Durée d'exécution: 7 minutes